# Fredrika Limnell
Fredrika Limnell, tidigare Svedbom, född Forssberg den 14 juli 1816 i Härnösand, död 12 september 1897 i Stockholm, var en svensk filantrop som bidrog till kvinnorörelsens utveckling.

## Biografi
Fredrika Limnell var dotter till lektorn Olof Fredrik Forssberg och Catharina Margareta Svedbom. Första giftermålet 1842 var med kusinen Per Erik Svedbom (född januari 1811, död 7 oktober 1857 i kolera), rektor vid Nya Elementar i Stockholm och sista levnadsår redaktör för Aftonbladet. De fick två söner, Vilhelm Svedbom, (1843–1904) och Erik (1855–), som hade en funktionsnedsättning. Hon gifte om sig 1860 med byråchefen vid SJ,  Carl Abraham Limnell (född 5 februari 1823, död 3 juli 1882 i lunginflammation).

## Filantropen Fredrika Limnell
Fredrika Limnell var filantrop och upplät sitt hem för samhällsnyttiga insatser, samt hjälpte Fredrika Bremer och prinsessan Eugénie med deras arbete med sociala frågor. Limnell kom på så sätt att bli medlem i en rad föreningar i sin strävan att förbättra kvinnors livsvillkor och blev en av de centrala personerna i ett kvinnligt och manligt nätverk för kvinnosaken. Bland hennes nära vänner fanns bl.a. Sophie Adlersparre (Esselde), Anna Hierta-Retzius, Ebba Lind af Hageby, Rosalie Olivecrona, Eva Fryxell, Pontus Wikner och Erik Gustaf Geijers dotter Agnes Hamilton. Limnell var aktiv vid bildandet av Fredrika-Bremer-förbundet, då hon tillsammans med Sophie Adlersparre, Ellen Anckarsvärd, Ellen Fries, Hans Hildebrand och Gustaf Sjöberg hösten 1884, medverkade till att utfärda och underteckna en inbjudan till personer, som kunde vara intresserade av en överläggning i frågan. Hon var också med i den provisoriska damkommittén, vid bildandet av svenska Röda Korset 1864–1865.
Wifstavarfs AB, Svedbom-Hellzéns familjeföretag, gav god avkastning och därför kunde Fredrika Limnell frikostigt hjälpa kvinnorörelsen. Hon hade aldrig någon offentlig position, men stödde personligen ekonomiskt, kulturellt och socialt detta arbete. Hon bekostade en stor del av Fredrika Bremers resa från Italien till Palestina. Hemma hos Sophie Adlersparre hörde hon början till Gösta Berlings saga och bidrog därför med pengar, så att Selma Lagerlöf kunde avsluta boken.

## Villa Lyran

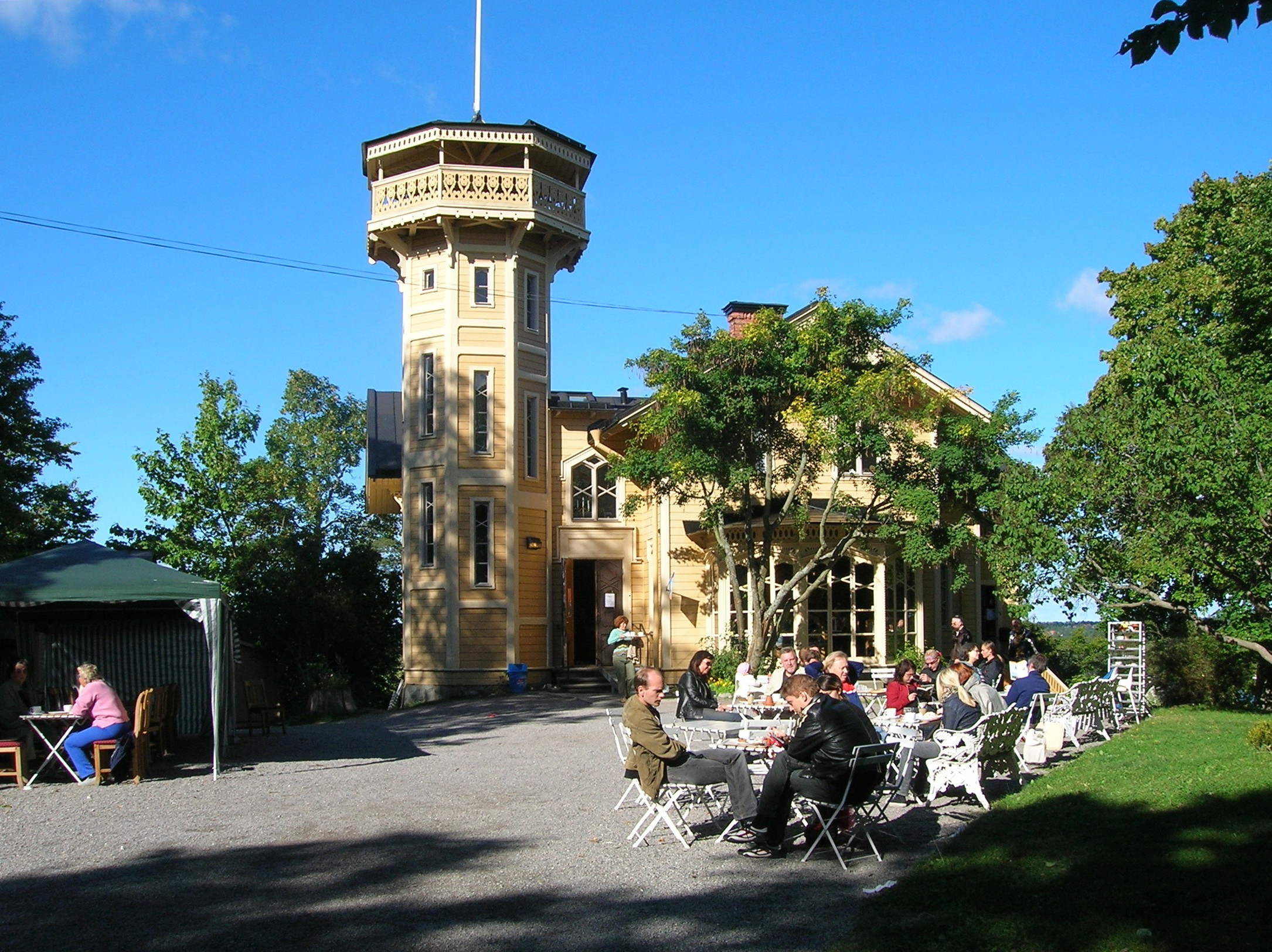
Lyran är ett sommarnöje från 1867 vid Mälaren.

Med sin andra man Carl Limnell byggde Fredrika Limnell 1867 en mycket exklusiv sommarvilla i schweizerstil med utsikt över Mälaren, vid det som då kallades Leopolds lyra, där numera stadsdelen Bredäng i Stockholm ligger. Här ute i den då obebyggda ödemarken blandades 1800-talets lyx med en del märkliga konstruktioner, som att husets torntak kunde höjas och sänkas. I skogsgläntan tillyxades en jättelik förgylld lyra som en egendomlig teaterdekoration. En ny lyra uppfördes 1941 på samma plats. 
Fredrika Limnell och hennes man samlade här dåtidens litterära, musikaliska och konstnärliga celebriteter för "Kolifej på Lyran" när de bodde där mellan maj och september. Jenny Lind, Gunnar Wennerberg, Victoria Benedictsson, Carl Snoilsky, Carl David af Wirsén, Emil Sjögren, Kristina Nilsson de Casa Miranda och Henrik Ibsen var några bland gästerna som någon gång besökt Lyran. Nobelpristagaren Ibsen skrev till och med några strofer om huset i "Ballonbrev til en svensk dame": ....hvad med hånden og med munden jeg på ”Lyran” sidste kvelden både lovade og besvor, – nemlig: med et skrevet ord ta betale lidt på gaelden.
Här läste Fredrika Limnell ur den då okände Verner von Heidenstams "Vallfart och välfärdsår" innan den gavs ut. Lyran blev så omtalad, att även Oscar II kände sig manad till ett besök. Författarinnan Lotten Dahlgren var ofta här och skrev 1912 en bok om livet i villan, med namnet "Lyran". När hösten kom använde paret Limnell sin stora salong i bostaden, i Gustav Horns palats, för liknande litterära och musikaliska sammankomster. Lyran ärvdes av sonen i hennes första gifte, direktören för musikkonservatoriet dr Wilhelm Svedbom. Numera finns det ett konditori i villan, med namnet "Konditori Lyran".

## Övriga engagemang
Fredrika Limnell var vice ordförande i Eugeniahemmet 1874-92. Hon var engagerad i arbetet med Föreningen för gift kvinnas äganderätt och i Föreningen för sinnesslöa barns vård. 
Genom sitt engagemang för kvinnors rättigheter kom Fredrika Limnell att vara bland dem som engagerade sig och hjälpte till att finansiera bl.a. följande verksamheter:
- Tidskrift för Hemmet 1859 Sophie Adlersparre
- Lärokurs för fruntimmer (föregångare till Högre lärarinneseminariet) 1859 Per Adam Siljeström
- Söndags- och aftonskolor för flickor 1863 Sophie Adlersparre
- Renskrivningsbyrån 1864 Sofie Adlersparre
- Jenny Rossanders Lärokurs för fruntimmer, 1865
- Stockholms läsesalong 1867. Sophie Adlersparre
- Fredrika-Bremer-förbundet 1884 Flera